# Kenny Monday
Kenny Monday, född den 25 november 1961 i Tulsa, Oklahoma, är en amerikansk brottare som tog OS-guld i welterviktsbrottning i fristilsklassen 1988 i Seoul och därefter OS-silver i samma viktklass 1992 i Barcelona. 